# Zoothera heinei
El zorzal de Heine (Zoothera heinei) es una especie de ave paseriforme de la familia Turdidae nativa de Australasia.

## Distribución y hábitat
Se encuentra en los bosques húmedos tropicales y subtropicales de Nueva Guinea, el este de Australia y algunas islas de los archipiélagos de las islas Bismarck y Salomón.

## Taxonomía
Fue descrito científicamente por el ornitólogo alemán Jean Cabanis en 1850. Está cercanamente emparentado con el zorzal lunado (Zoothera lunulata) del sur y este de Australia. 
Se reconocen cuatro subespecies:
- Zoothera heinei papuensis - se encuentra en las montañas de Nueva Guinea;
- Zoothera heinei eichhornii - presente en las islas San Matías (en el archipiélago Bismarck);
- Zoothera heinei choiseuli - ocupa la isla de Choiseul (de las islas Salomón);
- Zoothera heinei heinei - se extiende por las regiones costeras del este de Australia.